# Frankie Bellevan
Frankie Bellevan è un personaggio dei fumetti, creato da Andrea Lavezzolo come spalla del Piccolo Ranger

## Il personaggio
Vera spalla comica del Piccolo Ranger, compagno pressoché inseparabile, appare per la prima volta nel n. 5 della serie. Si presenta come un vecchio sbruffone, baro ed imbroglione, con baffi bianchi di una lunghezza straordinaria, che in passato ne ha davvero viste di tutti i colori. Maldestro, con la tendenza a cacciarsi spesso nei pasticci, ha in realtà una discreta esperienza che gli permette di cavarsela nelle situazioni più intricate. Comprimario che talvolta si trasforma in vero protagonista, con le sue gaffes e le sue millanterie rende la narrazione assai vivace e divertente.
Perseguitato dalla bizzarra Annie Quattropistole, che vuol fare di lui il suo ottavo marito, riesce sempre a cavarsela anche a prezzo di vergognose ritirate. L'esilarante Frankie si contraddistingue anche per la stravagante abitudine di rivolgersi ad amici e rivali con suggestivi e sconosciuti appellativi, come ad esempio il ben noto ai lettori della serie "cracchignollo".
Il personaggio ha la caratteristica di essere rappresentato in maniera quasi caricaturale.